# William Watson
William Watson (Londres, 3 de abril de 1715 — Londres, 10 de maio de 1787) foi um médico e cientista britânico que nasceu e morreu em Londres. Seu trabalho inicial foi em botânica, e ele ajudou a introduzir o trabalho de Carolus Linnaeus na Inglaterra. Tornou-se membro da Royal Society em 1741 e vice-presidente em 1772. Foi nomeado cavaleiro em 1786.

## Trabalho
Em 1746, ele mostrou que a capacidade da Garrafa de Leiden poderia ser aumentada revestindo-o por dentro e por fora com folha de chumbo. No mesmo ano ele propôs que os dois tipos de eletricidade – vítrea e resinosa – postulados por DuFay eram na verdade um excedente (uma carga positiva) e uma deficiência (uma carga negativa) de um único fluido que ele chamou de éter elétrico, e que a quantidade de carga elétrica foi conservada. Ele reconheceu que a mesma teoria havia sido desenvolvida independentemente ao mesmo tempo por Benjamin Franklin— os dois homens mais tarde se tornaram aliados em questões científicas e políticas. Ele também sugeriu que a eletricidade é mais parecida com magnetismo e luz do que com um fluido, uma vez que passa através de vidro e tecido e pode ser concentrada como uma faísca para acender materiais inflamáveis.
Em 14 de agosto de 1747, ele fez um experimento para conduzir eletricidade através de um fio de 6 732 pés de comprimento em Shooter's Hill, em Londres. Em outro experimento que ele fez, o fio tinha 12 276 pés. Experimentos anteriores na França haviam tentado apenas distâncias mais curtas.